# Mugilogobius tagala
Mugilogobius tagala är en fiskart som först beskrevs av Herre 1927.  Mugilogobius tagala ingår i släktet Mugilogobius och familjen smörbultsfiskar. Inga underarter finns listade i Catalogue of Life.